# Aunque tú no lo sepas
Aunque tú no lo sepas es el título de un poema de Luis García Montero, que sirvió de inspiración para una canción de Quique González, un relato de Almudena Grandes, una película de Juan Vicente Córdoba y una película documental de Charlie Arnaiz y Alberto Ortega.
El poema pertenece al libro Habitaciones separadas (1994) de Luis García Montero.
Inspirado por este poema, Quique González compuso una canción con el mismo título para Enrique Urquijo, que este publicó con su grupo Los Problemas en el disco Desde que no nos vemos (1998). Quique González suele interpretarla en sus conciertos e incluyó una versión en su disco Pájaros mojados (2002) y otra en directo en Ajuste de cuentas (2006). También ha sido grabada por el grupo musical El Canto del Loco e incluida en su disco Por mí y por todos mis compañeros (2009) y por el cantante alicantino Miguel Campello (ex vocalista de elbicho) en su álbum Con todos mis respetos (2021).
La canción fue interpretada por la actriz Clara Lago en la película española Tengo ganas de ti (2012).
En 2021 se incluye en el Álbum debut del Artista Argentino Tomy lockhart de Rasgotra titulado "Cuando No Estás".
El artista mexicano Carín León incluye una versión de este tema en su disco Boca Chueca, vol.1 (2024).
Por otra parte, el poema también sirvió de inspiración para el relato «El vocabulario de los balcones» que Almudena Grandes, mujer de García Montero, incluyó en su libro Modelos de mujer (1996). Basándose en este relato, Juan Vicente Córdoba dirigió en 2000 la película Aunque tú no lo sepas, que fue presentada en la sección Zabaltegi del Festival de San Sebastián.
En 2016 se lanzó el documental Aunque tú no lo sepas. La poesía de Luis García Montero, dirigido por Charlie Arnaiz y Alberto Ortega, que trata sobre Luis García Montero y su obra poética.